# 뤼카 슈발리에
뤼카 슈발리에(프랑스어: Lucas Chevalier, 2001년 11월 6일 ~ )는 프랑스의 축구 선수이다. 그의 포지션은 골키퍼로, 현재 리그 1의 파리 생제르맹에서 활약하고 있다.

## 클럽 경력
슈발리에는 릴의 유소년 팀을 졸업했다. 그는 리그 우승을 차지한 2020-21 시즌에 마이크 메냥과 오레스티스 카르네지스에 이어 세 번째 골키퍼로 활약했다. 2021년 7월, 그는 리그 2의 발랑시엔으로 한 시즌 임대되었다. 2021년 9월 18일, 그는 1-1로 비긴 포와의 경기에서 프로 데뷔전을 치렀다.
2022년 9월 10일, 슈발리에는 마르세유와의 경기에서 강력한 경기력을 선보이며 릴 소속으로 리그 1 데뷔전을 치렀다. 몇 주 후인 10월 9일, 그는 1-0으로 이긴 데르비 뒤 노르로 유명한 랑스와의 홈경기에서 페널티킥을 막아내는 결정적인 선방을 펼쳤다. 그는 라부아뒤노르에서 8/10의 평점을 받고, 레키프의 이주의 팀에 선정될 정도로 뛰어난 활약을 펼쳤다. 경기가 끝난 후, 그는 프라임 비디오 스포츠 패널 티에리 앙리에게 릴의 전 골키퍼 마이크 메냥이 경기 전 자신에게 전화를 걸어 조언과 격려를 해줬다고 말했다. 2023년 1월, 슈발리에는 릴과 2027년 6월까지 계약을 연장했다.

## 국가대표팀 경력
슈발리에는 프랑스 청소년 국가대표팀 일원으로 U-16과 U-20 대표팀에서 친선경기에 출전했다.

## 수상 내역
릴
- 리그 1: 2020–21[11]